# Marion Michael
Marion Michael (* 17. Oktober 1940 in Königsberg; † 13. Oktober 2007 in Gartz (Oder); eigentlich Marion Ilonka Michaela Delonge) war eine deutsche Bühnen- und Filmschauspielerin.

## Leben

### Filmstar von 1956 bis 1963
Marion Michael war die Tochter des Arztes Dr. Karl Delonge und seiner Frau Adele. Sie flüchtete mit ihrer Mutter und ihrem Bruder im Zweiten Weltkrieg von Ostpreußen auf die Insel Hiddensee, zog später nach Berlin, wo ihre Mutter als Masseurin und Gymnastiklehrerin arbeitete, und absolvierte dort die Realschule. 
1955 bewarb sie sich im Alter von 15 Jahren nach einem Zeitungsaufruf – angeblich mit 12.000 weiteren Bewerberinnen – bei der Berliner Arca-Filmproduktion um die Hauptrolle in dem Film Liane, das Mädchen aus dem Urwald und erhielt vom Produzenten Gero Wecker die Rolle, die sie 1956 (Premiere: 4. Oktober) an der Seite von Hardy Krüger schlagartig berühmt machte. Ihre Gage für diesen Auftritt betrug 1.300 DM. Der Film, in dem sie ein in Afrika von „Wilden“ aufgezogenes Mädchen spielt, das in die Zivilisation zurückgeholt wird, wurde nicht zuletzt wegen ihrer spärlichen Bekleidung („oben ohne“ und Lendenschurz) und der unfreiwilligen Werbung seitens der katholischen Kirche, die diesen „moralischen Sittenverfall“ anprangerte, ein großer Erfolg. Michael galt als der erste jugendliche „Nacktstar“ und erster „Leinwandnackedei“ im Nachkriegsdeutschland. Hardy Krüger, der an der Seite Marion Michaels agierte, bezeichnete den Film später als den „schlechtesten Film, den ich jemals drehte“. Das tat jedoch der beginnenden Karriere der Jungschauspielerin keinen Abbruch. Gero Wecker schloss mit ihr einen Vertrag, in dem sie sich verpflichtete, sieben Jahre lang nur für ihn zu arbeiten. Das bezog sich jedoch nicht auf Fernsehproduktionen und Theaterauftritte.
Nachdem sie inzwischen auch begonnen hatte, bei Marlise Ludwig Schauspielunterricht zu nehmen, spielte sie ihre zweite große Rolle an der Seite von Hans Albers und Harald Juhnke 1957 in Der tolle Bomberg. Im selben Jahr folgte eine Fortsetzung des Liane-Films unter dem Titel Liane, die weiße Sklavin, 1958 spielte sie neben Christian Wolff in Es war die erste Liebe. 1958/59 befand sich Marion Michael auf dem Höhepunkt ihrer Popularität, die Presse bezeichnete sie bisweilen als „die deutsche Brigitte Bardot“. Bei den Dreharbeiten zum Kriminalfilm Bomben auf Monte Carlo mit Eddie Constantine und Victor de Kowa wurde sie im Sommer 1959 bei einem Autounfall in der Südprovence schwer verletzt und es blieb eine Narbe im Gesicht zurück. Die Presse verkündete schon das Ende ihrer Karriere. Nach ihrer Genesung von den Unfallverletzungen ging sie eine Liaison mit Gero Wecker ein, die sie jedoch bald beendete. Sie heiratete einen Sportstudenten, die Ehe scheiterte nach drei Jahren.
Von 1960 an war Marion Michael an den Städtischen Bühnen Köln engagiert, 1962 und 1963 wirkte sie an mehreren Fernsehproduktionen mit. Wecker setzte sie noch in einigen Filmen ein, zuletzt in Jack und Jenny (gedreht 1962, uraufgeführt 1963), wo sie neben Senta Berger und Ivan Desny agierte.

### 1963 bis 1979
Nach dem Auslaufen des Siebenjahresvertrags mit Gero Wecker (1963) blieben die Filmangebote aus, Marion Michael verlegte sich nun auf Bühnenrollen. Ihr Engagement in Köln kündigte sie 1963, da man ihr keine großen Rollen anbot. Allerdings gab sie bis 1975 regelmäßige Gastspiele in Hamburg, München und Berlin und stand dabei in renommierten Theatern wie dem Thalia-Theater, dem Theater am Kurfürstendamm und dem Renaissance-Theater auf der Bühne. 1970 gründete sie in Berlin-Kreuzberg ein kommune-artiges Experimentaltheater, das sie jedoch nach etwa einem Jahr wieder aufgab. Ebenfalls 1970 wurde sie Mutter eines Sohnes aus einer kurzen Beziehung mit einem US-Amerikaner, der Regisseur beim Soldatensender AFN war.
In den 1970er Jahren versuchte Michael ein Comeback mit mehreren Fernsehfilmen. Nach einer kurzen Moderatorentätigkeit bei der im Ersten Programm ausgestrahlten Kindersendung Emm wie Meikel (1975), die sie wegen zu starken Lampenfiebers nach der fünften Folge aufgeben musste, trat sie vom Publikumsgeschäft zurück. Sie erkrankte an schweren Depressionen und unternahm 1975 einen Suizidversuch. 1976 suchte sie sich ein neues berufliches Betätigungsfeld und erlernte den Beruf der Einzelhandelskauffrau. 1978 lernte sie Marcel Werner (1952–1986, gestorben durch Suizid bei chronischem Alkoholismus) kennen, den Sohn von Elfriede Rückert und Hanns Lothar, später von Carlos Werner adoptiert. Die Beziehung scheiterte nach einem Jahr.

### Übersiedlung in die DDR
1979 übersiedelte Marion Michael mit ihrem Sohn in die DDR, da sie der Überzeugung war, dass die Menschen dort harmonischer miteinander leben als im Westen. Für die folgenden zwölf Jahre arbeitete sie als Synchronassistentin beim Fernsehen der DDR in Ost-Berlin. 1983 heiratete sie ihren zweiten Ehemann, einen Abteilungsleiter im Ministerium für Glas und Keramik der DDR. 1987 flüchtete ihr damals 17-jähriger Sohn über Ungarn in die Bundesrepublik Deutschland. Er sah seine Mutter erst in der Nacht des Mauerfalls am 9. November 1989 wieder.
Mitte der 1990er Jahre ging Michael erneut vor die Kamera. Unter Regisseur Lothar Lambert trat sie in dem Film In Haßliebe, Lola (1995) auf und übernahm 1997 erneut eine kleine Rolle in Lamberts Blond bis aufs Blut. 1996 entstand nach einem Drehbuch von Horst Königstein und Frank Gaede unter der Mitwirkung von Marion Michael als Fernsehproduktion das Musical Liane, das – märchenhaft überhöht – Stationen ihres Lebens zum Thema hat. Es wurde für den Grimme-Preis und den Prix Europa 1997 nominiert. 1996 produzierte der NDR unter dem Titel Das Mädchen Liane eine Fernsehdokumentation über ihr Leben.
Marion Michael lebte zuletzt mit ihrem Mann in einem Bauernhaus in der Uckermark nahe der polnischen Grenze. Sie starb wenige Tage vor ihrem 67. Geburtstag an Herzversagen.

## Filmographie

### Filme
- 1956: Liane, das Mädchen aus dem Urwald
- 1957: Der tolle Bomberg
- 1957: Liane, die weiße Sklavin
- 1958: Es war die erste Liebe
- 1960: Bomben auf Monte Carlo
- 1960: Schlußakkord
- 1961: Davon träumen alle Mädchen
- 1963: Jack und Jenny
- 1997: Blond bis aufs Blut

### Fernsehproduktionen
- 1961: Meine beste Freundin
- 1961: Das Gänsemädchen von St. Cœur
- 1962: Patsy
- 1963: Der Parasit
- 1965: Mit Familienanschluß (2 Teile)
- 1971: Teresa
- 1975: Emm wie Meikel (Kinderserie, 5 Folgen)
- 1977: Puppe kaputt
- 1994: In Haßliebe Lola
- 1996: Liane
- 1996: Das Mädchen Liane (Dokumentation von Torsten Schulz)